# Setouchi (Okayama)
Setouchi (瀬戸内市: Setouchi-shi) é uma cidade japonesa localizada na província de Okayama.
Em 2004 a cidade tinha uma população estimada em 39 377 habitantes e uma densidade populacional de 313,74 h/km². Tem uma área total de 125,51 km².
Recebeu o estatuto de cidade a 1 de Novembro de 2004.